# 平庄北站
平庄北站原名平庄站，位于中华人民共和国内蒙古自治区赤峰市元宝山区平庄东城街道，是叶赤铁路上的火车站，建于1935年，由沈阳铁路局赤峰车务段管辖。

## 車站周邊
- 元宝山区盐物管理局
- 中国人民银行元宝山区支行
- 元宝山区建设局
- 平庄矿区总医院
- 农村商业银行哈河街分理处
- 赤峰市教育局委员会
- 赤峰市环境保护局元宝山区分局
- 农村商业银行平庄支行
- 元宝山区人民政府
- 中国银行元宝山区支行
- 中国联通中心营业厅
- 中国建设银行平庄支行
- 中国农业银行平庄支行
- 中国联通南环营业厅

## 歷史
- 建于1935年。
- 2019年12月1日由平庄站更名为平庄北站[5]。

## 外部連結
- 中国铁路客户服务中心 （页面存档备份，存于）